# Ilmar Galvão
Ilmar Nascimento Galvão GOMM (Jaguaquara, 2 de maio de 1933) é um advogado e jurista brasileiro. Foi presidente do Tribunal Superior Eleitoral (TSE), ministro do Supremo Tribunal Federal (STF) e ministro do Superior Tribunal de Justiça (STJ) nomeado pelos governos Sarney, Collor e Fernando Henrique Cardoso.

## Carreira
Ilmar Galvão, funcionário concursado do Banco do Brasil, onde ingressou em 1955, já residindo na cidade do Rio de Janeiro formou-se em Direito em 1963 pela antiga Universidade do Brasil, também conhecida como Faculdade Nacional de Direito, atual UFRJ.
Mudou-se para o Estado do Acre, onde ocupou vários cargos relevantes, como Presidente do Banco do Estado do Acre (1966-1967) e Presidente do Conselho Penitenciário  (1966-1967), além de ter integrado a Diretoria do Conselho Regional da OAB/AC. Foi um dos fundadores da Faculdade de Direito em Rio Branco, que se tornou depois a Universidade Federal do Acre, sendo ali professor titular (1965-1979), diretor da Faculdade de Direito (1974-1977) e reitor em exercício (1975, 1976 e 1978). Após mudar-se para Brasília, lecionou Teoria Geral do Direito Privado na Faculdade de Direito Universidade de Brasília (UnB) entre 1981 e 1999.
Deixou o Banco do Brasil em 1967 para ingressar na magistratura como Juiz Federal no Acre. Em 1979 passou a atuar no mesmo cargo de magistrado federal na Seção Judiciária do Distrito Federal. Foi juiz do Tribunal Regional Eleitoral do Acre (1975-1982) e do Tribunal Regional Eleitoral do Distrito Federal (1985).
Em 1985, foi nomeado pelo Presidente José Sarney ao cargo de Ministro do Tribunal Federal de Recursos. Com a promulgação da Constituição de 1988, passou a integrar o Superior Tribunal de Justiça, onde permaneceria até 1991, quando foi nomeado pelo então presidente da república Fernando Collor de Mello ao cargo de ministro do Supremo Tribunal Federal, em decorrência da aposentadoria do ministro Aldir Passarinho.
Admitido à Ordem do Mérito Militar em 1990 no grau de Comendador especial por Collor, Ilmar foi promovido pelo mesmo em 1992 ao grau de Grande-Oficial.
Considerado um jurista do formação sólida, seguindo a tradição de grandes ministros nordestinos da linhagem de Aliomar Baleeiro, é amplamente reconhecido como último tributarista a ter assento no Supremo Tribunal Federal. Seus acórdãos na matéria são até hoje citados como paradigmas na resolução dos casos  envolvendo contribuintes e o fisco, sendo este um dos seus principais legados.
Aposentou-se como ministro do STF em maio de 2003, dedicando-se, desde então, à advocacia privada, tendo atuado em casos de grande repercussão nacional, destacando-se os seguintes: demarcação da reserva indígena Raposa Serra do Sol (PET 3.388);  direito dos consumidores de reaver dos bancos as perdas relacionadas aos planos econômicos (ADPF 165); pagamento pela via do precatório por sociedades de economia mista (RE 599.628); validade do decreto presidencial que regulamenta a demarcação e titulação das terras ocupadas por remanescentes de comunidades dos quilombos (ADI 3.239); dentre outros. 